# Sultići
Sultići är en ort i Bosnien och Hercegovina.   Den ligger i entiteten Federationen Bosnien och Hercegovina, i den centrala delen av landet, 40 km väster om huvudstaden Sarajevo. Sultići ligger 341 meter över havet och antalet invånare är 157. Den ligger vid sjön Jablaničko Jezero.
Terrängen runt Sultići är kuperad österut, men västerut är den bergig. Sultići ligger nere i en dal. Närmaste större samhälle är Konjic, 13,0 km sydost om Sultići. 
I omgivningarna runt Sultići växer i huvudsak lövfällande lövskog. Runt Sultići är det ganska tätbefolkat, med 93 invånare per kvadratkilometer.